# Франц Конрад фон Гецендорф
Франц Ко́нрад фон Ге́цендорф (іноді Гетцендорф) (нім. Franz Conrad von Hötzendorf, *11 листопада 1852, Відень — †25 серпня 1925, Бад-Мергентгайм, Вюртемберг) — австрійський військовий діяч, який відіграв центральну роль у Першій світовій війні. Барон (1910), граф (1918), фельдмаршал, Начальник Генерального штабу (1906–1917). Також відомий як барон/граф фон Конрад (Freiherr/Graf von Conrad).

## Життєпис
Народився 11 листопада 1852 року в Пенцінгу (передмістя Відня) у родині відставного гусарського полковника, вихідця з Південної Моравії.
З одинадцяти років вчився у кадетському корпусі в Гайнбурзі. В 1867–1871 роках навчався у Терезіанській військовій академії. По її закінченню 28 серпня 1871 року отримав чин лейтенанта. Служив у 11-му стрілецькому батальйоні. Три роки провів у військовій академії у Відні, яку закінчив з відзнакою, після чого у 1876 році отримав направлення до Генерального штабу.
Франц Конрад фон Гецендорф брав участь в окупації Боснії та Герцеговини у 1878 році та придушенні повстання у Південній Далмації 1882 року. У 1883 році став начальником штабу піхотної дивізії. З 1888 по 1892 роки працював лектором та інструктором у Віденській військовій академії; також проявив себе як військовий письменник. У 1886 році одружився, мав чотирьох синів.
З 1893 року — полковник. У 1895 році став командиром піхотного полку, що дислокувався у Троппау. З 1899 року очолив піхотну бригаду в Трієсті, а з 1903 року — піхотну дивізію в Інсбруку. З 8 листопада 1906 року — начальник Генерального штабу. Був прихильником приєднання Сербії до Австро-Угорщини і виступав за тісну співпрацю з Німеччиною.
В 1910 році Франц Конрад фон Гецендорф отримав титул барона. В цей час він вступив у протистояння з міністром закордонних справ Алоїзом фон Еренталем, внаслідок чого наприкінці 1911 року відмовся від посади. Поновлений на ній у зв'язку з загостренням політичної ситуації 12 грудня 1912 року.
Він роками неодноразово закликав почати превентивну війну проти Сербії, щоб врятувати Австро-Угорщину. Під час Липневої кризи був першим прибічником відповісти війною проти Сербії.
Перші місяці його Сербської кампанії у Першій світовій стали принизливою поразкою. Галицька кампанія після перемог біля Красника та при Томашові теж обернулася програшем та втратою Львова. Загалом його плани недооцінили росіян та не помітили слабкостей австрійців. Потім його сили здобули велику перемогу в битві при Лімановій. Після німецької перемоги під Танненбергом та зупинки Західного фронту німці мали засоби допомогти Австрії, їхня армія все більше керувала ситуацією.
Конрад фон Гецендорф став ініціатором проведення Горлицького прориву, що дав змогу військам Четверного Союзу взяти реванш над країнами Антанти за поразку в Галицькій битві.
19 жовтня 1915 року вдруге одружився. З 25 листопада 1916 року — фельдмаршал. 
Внаслідок розбіжностей з новим імператором Карлом I (Карл вважав, що погане управління в командуванні неможливо виправити, не замінивши Конрада, визнаючи, що важко буде когось знайти на його місце), 1 березня 1917 року пішов у відставку; був відправлений на Італійський фронт. Керував невдалим й кривавим нападом у битві при П'яве.
У 1918 році отримав титул графа.
Після війни написав мемуари: «З моєї служби. 1906—1918 рр.» (в 5-ти томах, 1921–1925) та «Початок життя: військова служба в 1878—1882» (1925).
Після війни фон Гецендорф мешкав у Інсбруку, а з 1922 року — у Відні. Незадовго перед смертю переїхав до Вюртембергу. Помер 25 серпня 1925 року на курорті Бад-Мерґентгайм; похований з почестями на віденському цвинтарі Гіцінг.

## Оцінки
Спадок Конрада як командувача залишається дискусійним. Раніші історики вважали його військовим генієм, сучасніші — цілковитим невдахою. 

## Звання
- Лейтенант (1 вересня 1871)
- Оберлейтенант (1 травня 1877)
- Гауптман 1-го класу (1 травня 1879)
- Майор (1 листопада 1887)
- Оберстлейтенант (1 травня 1890)
- Оберст (1 травня 1893)
- Генерал-майор (1 травня 1899)
- Фельдмаршал-лейтенант (1 листопада 1903)
- Фельдцойгмайстер (1 листопада 1908)
- Генерал піхоти (15 листопада 1908)
- Генерал-полковник (23 червня 1915)
- Фельдмаршал (25 листопада 1916)

## Нагороди
- Військова медаль (Австро-Угорщина)
- Ювілейна пам'ятна медаль 1898
- Хрест «За вислугу років» (Австрія) 2-го класу (35 років)
- Ювілейний хрест
- Орден Залізної Корони 1-го класу з військовою відзнакою (1908)
- Орден Леопольда (Австрія), великий хрест 1-го класу (1911)
- Велика золота медаль «За військові заслуги» (Австро-Угорщина)
- Орден Червоного орла, великий хрест
- Орден Корони (Пруссія) 2-го класу із зіркою
- Орден Заслуг Прусської Корони
- Орден Зірки Румунії, великий хрест
- Хрест «За військові заслуги» (Австро-Угорщина) 1-го класу з військовою відзнакою і мечами (8 грудня 1914)
- Залізний хрест 2-го і 1-го класу
- Pour le Mérite з дубовим листям
  - орден (12 травня 1915)
  - дубове листя (26 січня 1917)
- Військовий орден Святого Генріха, командорський хрест 2-го класу (20 травня 1915)
- Військовий орден Максиміліана Йозефа, великий хрест (21 червня 1915)
- Орден «За заслуги» (Баварія), великий хрест
- Військовий орден Марії Терезії, великий хрест (1917)

### Почесні звання
- Дійсний таємний радник (1907)
- Почесний шеф 5-го пішого гвардійського полку (2 грудня 1914)[7]
- Почесний офіцер всіх частин Імператорської гвардії (1918)
- Довічний член Австрійської палати панів
- Почесний доктор п'яти університетів
- Почесний громадянин численних австрійських міст

Існує непідтверджена інформація, що 26 листопада 1915 року німецький імператор Вільгельм II надав Гецендорфу звання почесного генерал-фельдмаршала Прусської армії.

## Вшанування
- В 1909 році на честь Гецендорфа назвали піхотний полк «Барон фон Конрад» №39.
- В багатьох австрійських містах є вулиці, названі на честь Гецендорфа.

## Галерея

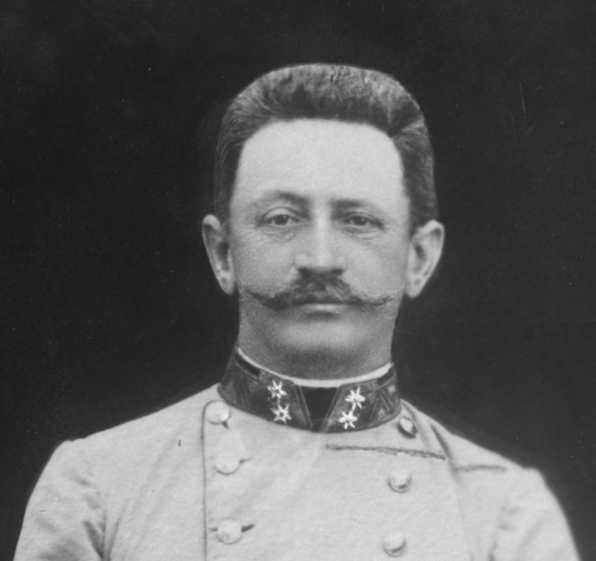
Фельдмаршал-лейтенант Конрад фон Гецендорф (1906).
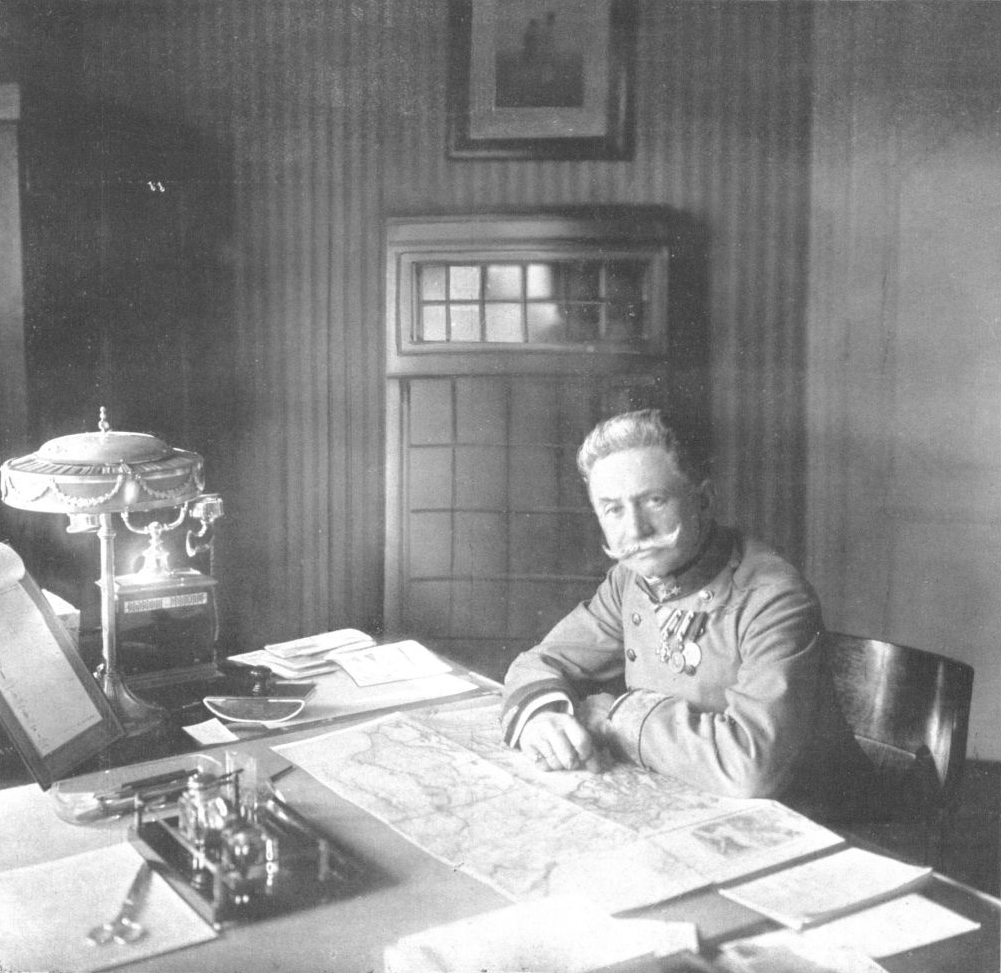
Генерал піхоти Конрад фон Гецендорф (1914)
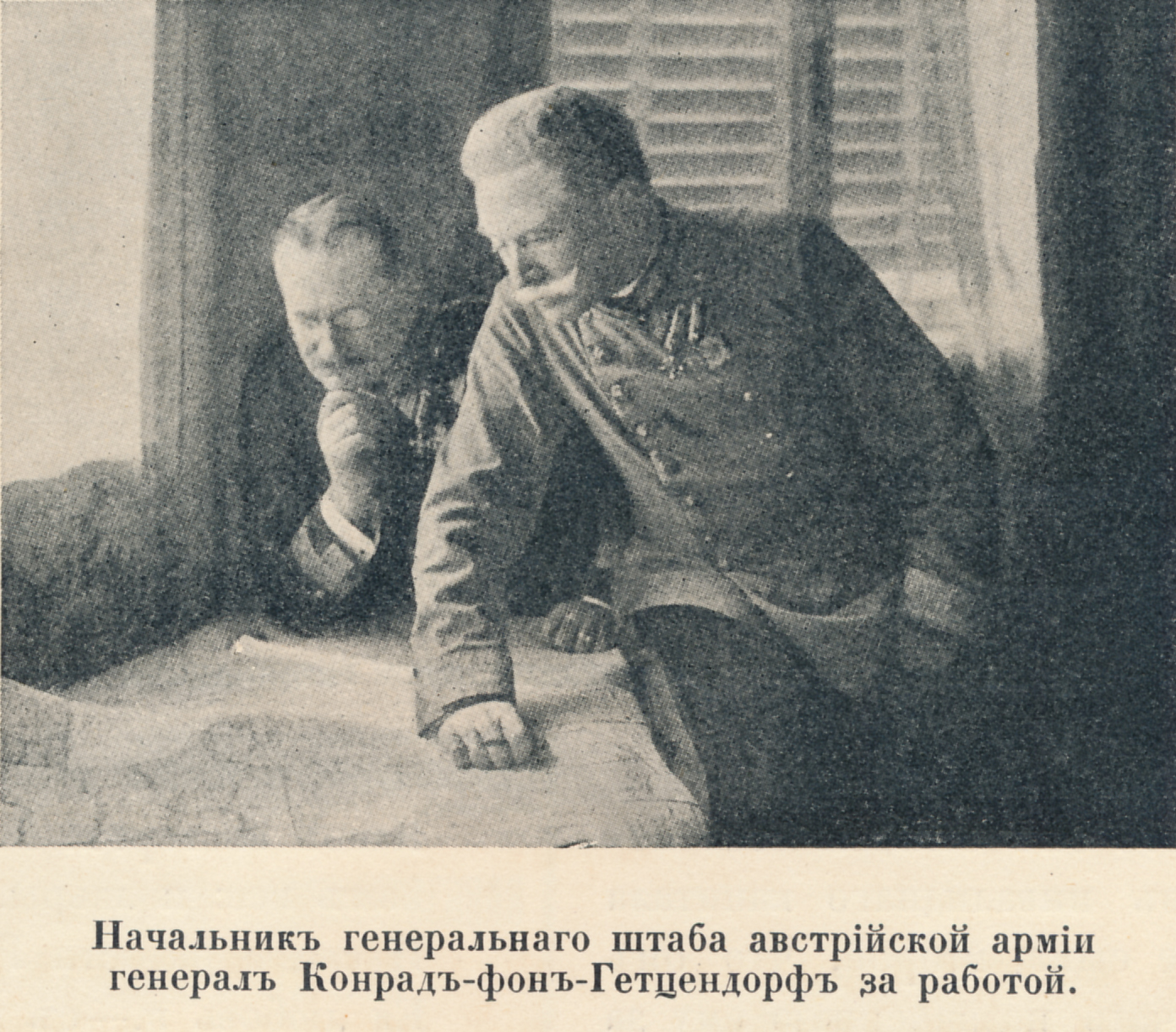
Генерал піхоти Гецендорф на нараді (1 серпня 1914).
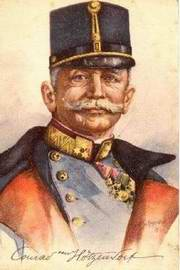
Листівка із зображення фельдмаршала Гецендорфа (1917).
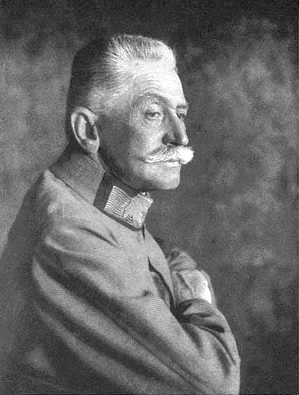
Гецендорф в останні роки життя.